# Pachyneuron longiradius
Pachyneuron longiradius är en stekelart som beskrevs av Filippo Silvestri 1915. Pachyneuron longiradius ingår i släktet Pachyneuron och familjen puppglanssteklar.
Artens utbredningsområde är:
- Eritrea.
- Senegal.

Inga underarter finns listade i Catalogue of Life.